# Beñat Turrientes
Beñat Turrientes Imaz (Beasain, 31 de janeiro de 2002) é um futebolista espanhol que atua como meio-campista. Atualmente joga pelo Real Sociedad.

## Carreira
Nascido em Beasain, Guipúzcoa, País Basco, Turrientes ingressou na equipe juvenil da Real Sociedad em 2014, aos 12 anos. Ele fez sua estreia sênior com a equipe C em 8 de setembro de 2019, começando em um empate em casa por 0 a 0 na Tercera División contra o CD Vitoria.
Em 20 de setembro de 2019, Turrientes renovou seu contrato até 2025. Promovido às reservas antes da campanha de 2020-21, ele participou de 16 partidas quando o time retornou à Segunda Divisão após 59 anos.
Turrientes fez sua estreia profissional em 21 de agosto de 2021, começando em um empate fora de casa por 0 a 0 contra o CD Lugo. Ele fez sua estreia no time principal - e na La Liga - em 26 de setembro, começando em uma vitória em casa por 1 a 0 sobre o Elche CF.
Em 7 de agosto de 2022, Turrientes foi definitivamente promovido ao elenco principal, sendo titular da camisa número 22.

## Títulos
Real Sociedad B
- Segunda División B: 2020–21

Espanha sub-23
- Jogos Olímpicos: 2024 (medalha de ouro)